# زيرون مفلطح الحراشف
زيرون مفلطح الحراشف (الاسم العلمي:Xyris platylepis) هو نوع من النباتات يتبع جنس الزيرون من الفصيلة الزيرونية.